# Route 615 (Nouveau-Brunswick)
Pour les articles homonymes, voir Route 615.
La route 615 est une route locale du Nouveau-Brunswick au Canada, située dans l'ouest de la province, entre Nackawic et Fredericton. Elle traverse une région peu vallonneuse, et agricole. De plus, elle mesure 23 kilomètres, et n'est pas pavée sur toute sa longueur, alors qu'une section de 9 kilomètres est une route de gravier.

## Tracé
La 615 débute à Upper Caverhill, sur la route 610. Elle commence par se diriger vers l'est-sud-est en traversant Lower Caverhill et Springfield. Elle devient une route asphaltée à Springfield, puis elle continue de se diriger vers l'est jusqu'à Jewetts Mills, où elle se termine sur la route 105, près du parc provincial de Mactaquac. 

## Intersections principales
| route 615    |                 |    |                                                          |                           |
| Comté        | Location        | km | Intersection/Destinations                                | Notes                     |
| Comté d'York | Upper Caverhill | 0  | R-610, Upper Hainesville, Upper Queensbury               | Extrémité ouest de la 615 |
| Comté d'York | Lower Caverhill | ~5 | Chemin Wiggins Mills nord, Staples Settlement, Greenhill |                           |
| Comté d'York | Jewetts Mills   | 23 | R-105, Fredericton, Nackawic                             | extrémité est de la 615   |